# Adam Chalupka
Adam Chalupka (ur. 28 października 1767 w Nemeckiej Ľupčy, zm. 5 lipca 1840 w Hornej Lehocie) – słowacki duchowny ewangelicki i pisarz religijny. Ojciec słowackich pisarzy Jana Chalupki i Sama Chalupki.

## Życiorys
Urodził się w rodzinie Michała Chałupki i Ewy z domu Kusej. W latach 1786–1789 uczęszczał do szkół w Paludzy, Kieżmarku, Miszkolcu, Bańskiej Szczawnicy i Bratysławie. Od 1789 roku pracował jako nauczyciel w Hornej Mičinie, a od 1792 jako proboszcz w Hornej Lehocie.
Poświęcił się publicystyce religijnej, zachowała się część rękopisów jego prac.